# Garrison (Minnesota)
Garrison è un comune degli Stati Uniti d'America, situato nello Stato del Minnesota, nella Contea di Crow Wing.